# Silvia Olmedo
Silvia Olmedo (Madrid, 16 de mayo de 1976)es una psicóloga española, por la Universidad Autónoma de Madrid y Colegiada en el Colegio Oficial de Psicólogos de Madrid.  También tiene un máster en sexología y es socia de la AEPS ( Asociación Estatal de Profesionales de la Sexología). También es doctorado en psicología Ph.D por la International American University.  Experta en divulgación y promoción de la salud, además de escritora, conferencista  y presentadora de televisión. Considerada como una de las psicólogas más influyentes en español en la televisión latina, ha trabajado en España, Reino Unido, Holanda, Australia y México donde actualmente conduce el programa Terapia de Shock en Unicable, Televisa hablando psicología, relaciones de pareja, salud reproductiva, sexualidad y hábitos saludables. Es productora de Caras Vemos Sufrimientos, programa informativo y documental que puedes seguir tanto en sus redes sociales como en su canal de Youtube y Spotify.

## Carrera
Silvia Olmedo es autora de cinco libros sobre amor, sexo, autoestima, emociones y enfermedades mentales. Se titulan Pregúntale a Silvia…Los secretos de Eva (Aguilar, 2009), Los misterios del amor y el sexo (Aguilar, 2010), Mis sentimientos erróneos (Aguilar, 2014), Detox emocional (Saca de tu vida lo que te hace infeliz)  (Días de Hoy, 2016) y A dos pasos de la locura (Aguilar, 2018). Todos sus libros han sido superventas, todos con más de 4 reimpresiones y una salida inicial de 20,000 copias. Ha presentado sus libros en importantes ferias como la Feria Internacional del Libro de Guadalajara, la Feria Internacional del Libro del Palacio de Minería y la Feria del libro en español de Los Ángeles, de la que además fue embajadora.
Silvia también es productora de contenidos y conductora desde el 2006. Empezó en Telelehit de la mano de Memo del Bosque, con Cuentamelove. También aparece con regularidad en programas como Hoy, Despierta América y Netas Divinas. Ha sido invitada también a Primero Noticias, Es la hora de opinar, Sábado Gigante, Showbiz (CNNEspañol) o Amigas y Conocidas (TVE), entre muchos otros. Ha sido colaboradora especial en publicaciones como Publimetro, Huffington Post o Glamour México.En 2019 estrenó se estrenó el programa "La tercera en discordia" en Unicable, idea original de Silvia Olmedo, producido por Alexis Núñez y conducido por Rocío Sánchez Azuara, que abordó problemáticas sociales de la actualidad. En España ha colaborado para diversos medios como LOS40, Cadena Dial, Elle, Enfemenino o El País.
Además de su trabajo en televisión, Silvia se dedica a la investigación sobre temas de salud física, mental y emocional. Fue miembro del consejo editorial de la revista Women’s Health, colabora con diversas ONG como México Vivo para la educación y prevención del VIH y pertenece al comité directivo de Vive Consciente que lucha contra el cáncer cervical y el virus del papiloma humano. Es también una reconocida conferencista.

## Programas de televisión
- Terapia de Shock, 2019 - actualidad. Unicable. Televisa Networks
- Mindsex, 2018.  Canal U, Televisa Networks
- Amordidas, 2013 – 2018. Unicable, Televisa Networks
- Sexo Consentido, 2009 - 2011. Telehit, Televisa Networks
- Cuentamelove, 2007 - 2014. Telehit, Televisa Networks
- Sexo con Kristoff, 2006 - 2009. Telehit, Televisa Network
- Picnic, 2004-2006. Telehit, Televisa Networks
- Acapulco Shore 7, Episodio 15, MTV.

## Radio
- Íntimamente. 2012 MVS 102.5

## Libros
- Pregúntale a Silvia…Los secretos de Eva (Aguilar, 2009)
- Los misterios del amor y el sexo (Aguilar, 2010)
- Mis sentimientos erróneos (Aguilar, 2014)
- Detox emocional (Saca de tu vida lo que te hace infeliz) (Días de Hoy, 2016)
- A dos pasos de la locura (Aguilar, 2018)

## Premios y reconocimientos
En noviembre de 2010 fue galardonada por Premios Libertad y One Love Foundation (Los Ángeles, California) ganando en las categorías de programa de televisión y presentadora más populares.
En 2012 obtuvo un reconocimiento por parte de la Cámara de Comercio de México por su aporte a la psicología en el país.
También en 2012 el entonces Secretario de Salud de México, Salomón Chertorivski la nombró Embajadora de la Salud.
En 2014 fue madrina de las 7100 representaciones de Los monólogos de la vagina.

## Aparición y colaboración de Silvia Olmedo en medios españoles y latinoamericanos
- Silvia Olmedo en Uruguay: https://www.elpais.com.uy/bienestar/mente/todos-estamos-a-un-paso-de-una-enfermedad-mental-dijo-la-psicologa-espanola-silvia-olmedo
- Silvia Olmedo, invitada en Estirando el Chicle: https://www.youtube.com/watch?v=kRw9ad8xHuU
- https://www.20minutos.es/noticia/4206818/0/walter-riso-silvia-olmedo-quienes-son-los-autenticos-influencers-de-la-psicologia-en-redes-sociales/
- http://los40.com/los40/2016/06/14/actualidad/1465888706_735220.html
- http://los40.com/los40/2015/11/13/actualidad/1447421801_353636.html
- http://los40.com/los40/2016/01/14/love40/1452794093_903132.html
- http://los40.com/los40/2016/02/03/love40/1454517846_537709.html
- http://los40.com/los40/2016/03/17/love40/1458214700_533197.html
- http://los40.com/los40/2015/11/25/love40/1448455810_057395.html
- http://www.cadenadial.com/autor/silviaolmedo
- http://www.enfemenino.com/consejos/manual-de-primeros-auxilios-para-cenas-familiares-en-navidad-s1677583.html#link_time=1449767748
- http://www.mujeresreales.es/consumo-trabajo/articulo/fiestas-navidenas-de-trabajo-como-actuar-451450711896
- http://www.elle.es/pareja-sexo/mente-ok/somos-infieles
- http://www.larazon.es/opinion/columnistas/detox-emocional-DC12679381#.Ttt16Y46YPDkrCk
- http://www.webconsultas.com/entrevistas/mente-y-emociones/silvia-olmedo-psicologa-y-autora-de-detox-emocional
- http://smoda.elpais.com/belleza/bienestar/6-pasos-desintoxicarte-emocionalmente/